# Richard Marshal, 3. Earl of Pembroke
Richard Marshal, 3. Earl of Pembroke (nach anderer Zählung auch 6. Earl of Pembroke; * in den frühen 1190er; † 16. April 1234 in Kilkenny), war ein anglonormannischer Magnat und Höfling. Er führte von 1233 bis zu seinem Tod eine erfolglose Revolte gegen den englischen König.

## Herkunft und Jugend
Richard Marshal entstammte der Familie Marshal. Er wurde zu Beginn der 1190er Jahre als zweiter Sohn von William I. Marshal und von Isabel de Clare, der Tochter und Erbin von Richard Strongbow, geboren. Er wird erstmals 1203 erwähnt, in den nächsten Jahren tauchte er als Jugendlicher im Gefolge seines Vaters auf, der zu den wichtigsten Magnaten unter König Johann Ohneland gehörte. Als sich die Beziehungen zwischen dem König und William Marshal 1207 so verschlechterten, dass sich dieser auf seine Güter in Irland zurückzog, zwang ihn der König, dass er nicht nur seinen ältesten Sohn William, sondern auch seinen zweiten Sohn Richard als Geisel für sein Wohlverhalten stellte. Bis auf eine kurze Unterbrechung lebte Richard bis 1212 in königlichem Gewahrsam, ehe der König wieder von der Treue seines Vaters überzeugt war. 1214 begleitete Richard den König auf seinen fehlgeschlagenen Feldzug ins Poitou, wo er lebensbedrohlich erkrankte und nur knapp überlebte. Im Gegensatz zu seinem älteren Bruder William ist nicht überliefert, dass Richard aktiv am Ersten Krieg der Barone teilnahm. Als sein greiser Vater im Mai 1219 starb, war Richard am Hof des französischen Königs Philipp II., wo er sich vermutlich auf die Übernahme der Besitzungen seines Vaters in der Normandie vorbereitete.

## Seigneur in der Normandie
Nach dem Tod ihrer Mutter Isabel 1220 übernahm Richard die Besitzungen seines Vaters in der Normandie und wurde nach Zahlung einer hohen Gebühr an König Philipp II. Seigneur von Longueville-sur-Scie und Orbec. Bis 1231 war er nun ein französischer Adliger, während sein älterer Bruder William die Besitzungen in England, den Welsh Marches und in Irland übernommen hatte. Um 1222 hatte Marshal Gervaise († um 1239) geheiratet, die Tochter und Erbin von Alain de Dinan, einen der wichtigsten Adligen der Bretagne. Sie war bereits zweifach verwitwet. In erster Ehe hatte sie Juhel III. von Mayenne (Haus Mayenne), den bedeutendsten Adligen von Maine, geheiratet, in zweiter Ehe den bretonischen Vicomte Geoffroy de Rohan (Haus Rohan). Durch seine Heirat wurde Marshal auch zu einem bedeutenden Adligen der Bretagne, und im Mai 1225 nahm er an einer großen Versammlung der bretonischen Adligen mit ihrem Herzog Peter Mauclerc in Nantes teil. Nach dem plötzlichen Tod von König Ludwig VIII. wandte sich der französische Regentschaftsrat im November 1226 an Marshal und andere Adlige der Normandie und bat sie um ihre Unterstützung für den minderjährigen Thronfolger Ludwig.
Neben den Besitzungen in Frankreich hielt Marshal jedoch auch Long Crendon in Buckinghamshire, ein Gut seiner Mutter, und beanspruchte erfolgreich die Güter von Ringwood in Hampshire und Burton Latimer in Northamptonshire, auf die seine Frau langwährende Ansprüche hatte. Der Besitz von Gütern in England, das mit Frankreich weiterhin offiziell verfeindet war, war ein Gunstbeweis des englischen Königs an seine Familie. Richard nutzte die Situation aus, um in England Privilegien für Kaufleute aus der Normandie zu erhalten. Die fortwährende Feindschaft zwischen England und Frankreich brachte jedoch neue Schwierigkeiten für Richard und auch seinen Bruder William in Verlegenheit. Während des Französisch-Englischen Kriegs von 1224 bis 1225 fielen die englischen Güter von Richard zeitweise in königliche Verwaltung. Als der englische König Heinrich III. im Mai 1230 in der Bretagne landete (→ Frankreichfeldzug Heinrichs III. (1230)) und Richards Burg Dinan besetzte, geriet Richard in neue Schwierigkeiten. Anscheinend war Richard zunächst an der englischen Expedition beteiligt, doch als er nicht seine Treue gegenüber dem französischen König kündigte, zog er sich den Zorn von Heinrich III. zu.

## Umstrittene Nachfolge seines Bruders in England
Als sein älterer Bruder William Marshal Ostern 1231 in England ohne männliche Nachfahren starb, war Richard Marshal in Rouen. Heinrich III. wollte zunächst die Erbfolge von Richard verhindern und wies seine Hafenbeamten an, Richard nicht ins Land zu lassen. Angesichts von Richards Treue zu Frankreich war dies eine natürliche Vorsichtsmaßnahme. In Südwales war es nach William Marshals Tod zu Unruhen gekommen. Heinrich III. selbst marschierte nach Südwales und befriedete das Land, doch nach seinem Rückzug stieß der walisische Fürst Llywelyn ab Iorwerth nach Südwales vor. Heinrich III. sammelte daraufhin sein Feudalheer in Oxford und marschierte im Juli erneut nach Wales, wo die Waliser seiner Armee auswichen. Der König ließ daraufhin Painscastle in den Welsh Marches wiederaufbauen. Dort wurde er von Peter Mauclerc und dem Earl of Chester besucht, die gerade einen dreijährigen Waffenstillstand mit Frankreich abgeschlossen hatten. Richard Marshal, der trotz der Maßnahmen des Königs in England gelandet war, erschien ebenfalls und beanspruchte das Erbe seines Bruders. Der Justiciar Hubert de Burgh riet dem König, seine Hommage auszuschlagen und ihn wieder des Landes zu verweisen. Angeblich soll Richard daraufhin die Anhänger seiner Familie in Wales und Irland zur Revolte aufgerufen haben. Der König, der die Marshal-Ländereien besetzt hatte, rechtfertigte sich in einem Brief an die irischen Barone. Der Prior von Notley Abbey und der Earl of Chester sicherten Richard Marshal freies Geleit zu, um Ende Juni den König zu treffen, und der König setzte ihn schließlich Anfang August als Earl of Pembroke, Lord of Leinster und als Marshal ein. Von nun an bis zu seinem Tod wurde Richard Marhal für die englische Politik mitbestimmend.

## Beginn der Revolte gegen den König

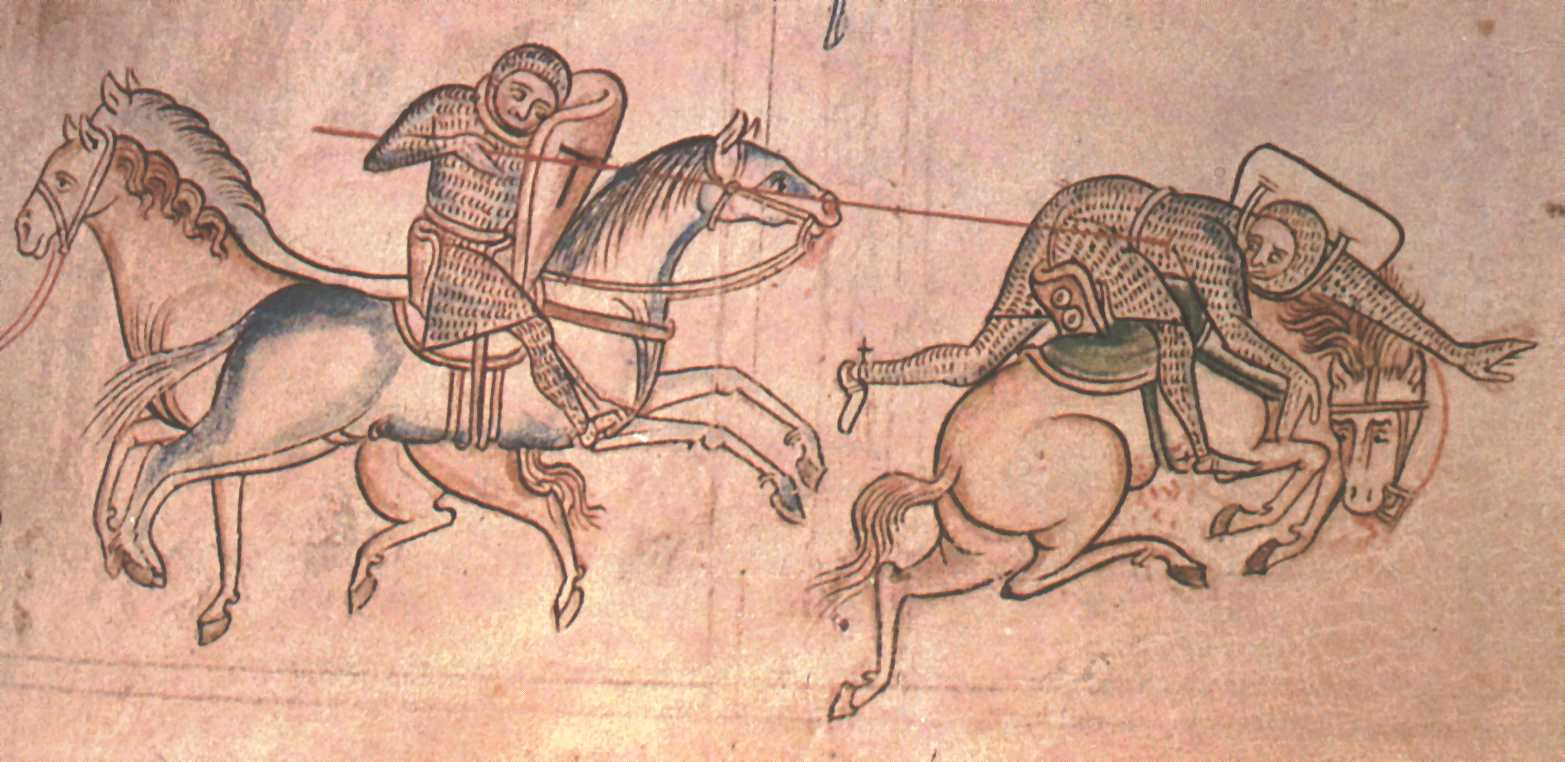
Schlacht von Monmouth 1233: Richard Marshal stößt im Zweikampf den Ritter Baldwin de Guisnes aus dem Sattel. (zeitgenössische Darstellung aus der Chronica Majora des Matthäus Paris)

Am 29. Juli 1232 entließ der König seinen Justiciar Hubert de Burgh und ernannte Stephen of Seagrave zu dessen Nachfolger. Tatsächlich wurde jedoch der aus Frankreich stammende Bischof Peter des Roches von Winchester die führende Figur im Regentschaftsrat. Im November 1232 wurde Marshal als einer der vier Earls ausgewählt, die den in Ungnade gefallenen Hubert de Burgh in Devizes Castle bewachen sollten. Für diesen Dienst erhielt er von der Krone Awre in Gloucestershire. Das gute Einvernehmen zwischen Marshal und dem König war jedoch nur von kurzer Dauer, da Richard sich sträubte, Eleanor, der Witwe seines Bruders und Schwester des Königs, ein angemessenes Wittum zu übergeben. Schließlich erklärte er sich bereit, ihr die knappe Summe von £ 400 im Jahr aus ihr zustehenden Besitzungen in Südwales und Irland zu zahlen. Bereits im Juni 1233 versäumte er aber seine Zahlungen. Zu dieser Zeit stand der König stark unter dem Einfluss von Bischof Peter des Roches und dessen Neffen Peter de Rivallis. Diese sogenannten Poitevins hatten zusammen mit dem Justiciar Stephen of Seagrave Weihnachten 1232 einen Großteil der englischen Hofbeamten durch ihre meist aus Frankreich stammenden Anhänger ersetzt. Damit hatten sie fast ein Monopol auf die Gunst des Königs erreicht, was zu erheblichen Unmut unter den englischen Baronen führte. Unter den Beamten, die sie verdrängt hatten, war auch William of Rowden, ein enger Gefolgsmann von Marshal. Im Frühjahr 1233 nahmen die Spannungen zwischen den Poitevins und den Gefolgsleuten von Marshal, besonders Gilbert Basset und seine Brüder sowie Richard Siward, zu. Marshal wurde schließlich, vielleicht gegen seinen Willen, zu bewaffneten Protest und in eine verhängnisvolle Revolte gegen den König getrieben.
Als der König seine Barone für den 24. Juni 1233 zu einer Ratsversammlung nach Oxford lud, folgten die meisten englischen Barone der Einladung nicht, ebenso wenig einer Ladung für den 5. Juli nach Westminster. Am 9. Juli erklärten Marshal, Basset und Siward, sie hätten sich im Zorn vom Königshof zurückgezogen, da der König Basset und Siward Gerechtigkeit verweigert hätte. Der genaue weitere Ablauf wird von den zeitgenössischen Chronisten unterschiedlich dargestellt. Der Chronist Roger von Wendover beschreibt, dass Isabella von Pembroke, die Ehefrau von Richard von Cornwall und Marshals Schwester, ihren Bruder vor einer Verschwörung am Hofe gewarnt hätte. Marshal sollte bei einer Ratsversammlung am 14. August verhaftet werden, woraufhin er rebellierte und vor dem 1. August nach Wales floh. Der König soll ihn daraufhin geächtet haben.
Wahrscheinlicher ist dagegen, dass Marshal für eine offene Revolte keine Vorbereitungen getroffen hatte. Er versuchte, Anfang August seine Anhänger bewaffnet bei Gilbert Bassets Gut in Wycombe in Buckinghamshire zu sammeln. Die meisten seiner Sympathisanten schreckten dabei vor einer offenen Revolte zurück, so dass Marshal außerhalb der Welsh Marches keine Unterstützer hatte. Der König hatte dagegen noch Mitte August keine Kenntnis über die drohende Rebellion und wollte einen Feldzug nach Irland unternehmen. In Wales besetzten Anhänger Marshals Hay Castle und Ewyas Lacy Castle, während Basset und Siward ihre Treue gegenüber dem König aufkündigten. Als Heinrich III. davon erfuhr, berief er für den 17. August ein Heer nach Gloucester und vereinte es mit seinen Söldnern aus dem Poitou. Er erklärte Marshal zum Verräter, ohne gemäß den Bestimmungen der Magna Carta seine Barone angehört zu haben. Dann ließ er Marshals Güter in England besetzen und begann mit der Belagerung von Usk Castle in Südostwales. Angesichts seiner geringen Zahl an Unterstützern hatte Marshal keine Wahl und musste versprechen, sich am 8. September zu unterwerfen.

## Offener Bürgerkrieg in den Welsh Marches

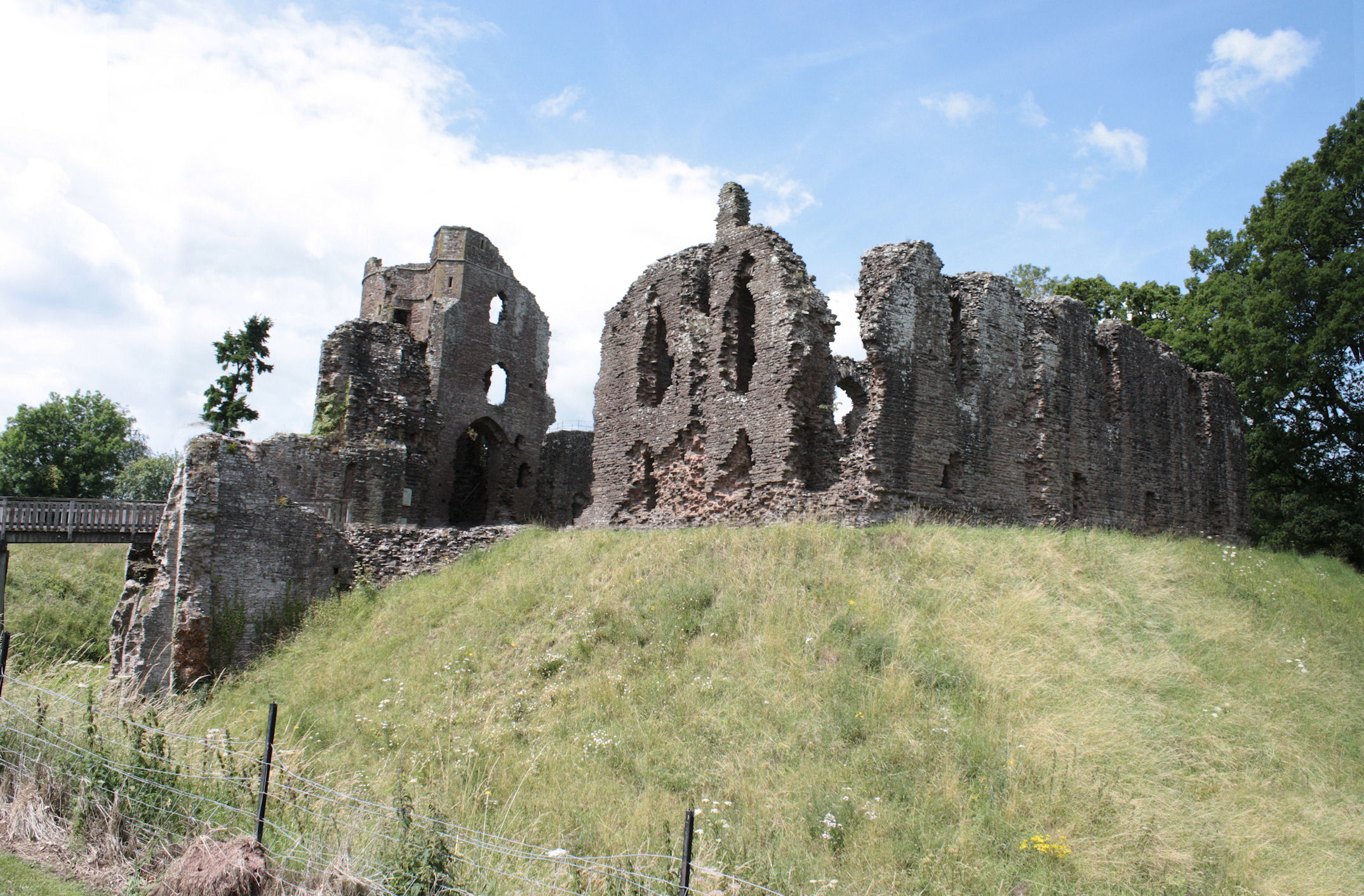
Die Ruine von Grosmont Castle, wo 1233 ein königliches Heer in die Flucht geschlagen wurde

Damit war die erste Phase des Konflikts vorbei, und auf einer Ratsversammlung in Westminster bedrängten die anwesenden Barone den König, sich mit Marshal auszusöhnen. Marshal befand sich jedoch weiterhin mit dem walisischen Lord Morgan ap Hywel von Caerleon, dem traditionellen Feind seiner Familie, in Kriegszustand. Dazu unternahmen die weiterhin geächteten Basset und Siward wahrscheinlich mit Billigung, auf jeden Fall mit Kenntnis von Marshal, einen Überfall auf Güter von Peter des Roches. Marshal misstraute den Absichten des Königs und seiner ausländischen Ratgeber, und da er von den englischen Magnaten keine Unterstützung erhielt, wandte er sich an den walisischen Fürsten Llywelyn ab Iorwerth. Er überwand die bisherige Feindschaft zwischen seiner Familie und dem Waliser und verbündete sich mit diesem gegen den König, der sich seit 1231 im Krieg mit dem englischen König befand. Vielleicht um seine weiterhin geächteten Anhänger zu beruhigen oder um zu verhindern, dass Morgan ap Hywel Unterstützung durch König Heinrich erhielt, wandte sich Marshal Anfang Oktober mit walisischer Hilfe gegen Glamorgan, das von Peter des Roches verwaltet wurde. Er eroberte einschließlich Cardiff Castle alle Burgen in der Herrschaft, während Llywelyn ab Iorwerth Brecknockshire angriff und Abergavenny Castle eroberte und zerstörte. Daraufhin ließ der König am 18. Oktober alle Besitzungen und Burgen Marshals förmlich beschlagnahmen und befahl zehn Tage später deren Zerstörung. Als Richard Siward und die Bassets Ende Oktober den aus seiner Gefangenschaft ins Kirchenasyl geflüchteten Hubert de Burgh in Devizes befreiten, vergrößerte sich nur der Zorn des Königs. Er sammelte eine Armee bei Hereford und überfiel damit die Besitzungen Marshals in Südwales.
Siward und Basset brachten den befreiten Hubert de Burgh nach Chepstow Castle, wo er sich Marshal anschloss. Angesichts der Übermacht des Königs konnten die Rebellen nicht auf einen Sieg hoffen, doch sie leisteten anhaltenden und erfolgreichen Widerstand. Am Abend des 11. November überraschten die walisischen Verbündeten von Marshal das lagernde königliche Heer vor Grosmont Castle, schlugen es in die Flucht und konnten angeblich 500 Packpferde rauben. Einen direkten Angriff auf den in die Burg geflüchteten König untersagte Marshal jedoch. Der König zog sich nach Gloucester zurück, doch am 25. November überlebte Marshal nur knapp ein blutiges Gefecht mit königlichen Söldnern unter Balduin von Guînes bei Monmouth Castle. Ein Friedensangebot des Königs wies Marshal am 22. Dezember zurück, und nach einem weiteren Überfall auf die königliche Armee am 26. Dezember stockten weitere Vorstöße der königlichen Truppen. Anfang Januar 1234 plünderten Llywelyn ab Iorwerth und Marshal Shropshire und brannten Teile von Shrewsbury nieder, konnten jedoch Shrewsbury Castle nicht erobern. Auch die dreimonatige Belagerung von Carmarthen Castle durch ein kombiniertes walisisch-englisches Heer unter dem Waliser Rhys Gryg scheiterte im März nach der Ankunft eines königlichen Entsatzheeres unter Henry de Trubleville unter hohen Verlusten. Siward und Basset unternahmen dagegen bis Mai erfolgreich weitere Raubzüge auf Güter ihrer Feinde in England. Heinrich III. zog sich von Gloucester nach Winchester zurück, worauf Gloucestershire von den Rebellen verwüstet wurde.
Der König war außer sich vor Zorn und verlangte, dass Marshal mit einem Strick um den Hals ihn um Gnade anflehen solle. Tatsächlich war die Situation unentschieden, und die Bischöfe von England und Wales, die bereits im Herbst 1233 zu vermitteln suchten, unternahmen einen neuen Versuch, die Rebellion zu beenden. Am 2. Februar wandten sie sich unter Führung von Edmund Rich, den gewählten neuen Erzbischof von Canterbury, in Winchester an den König und verlangten die Entfernung von Bischof Peter des Roches und seiner Verbündeten aus dem königlichen Rat. Angesichts des Drucks der Bischöfe, die mit kirchlichen Sanktionen drohten, musste der König nachgeben. Er beauftragte den Erzbischof, mit Marshal und mit Llywelyn ab Iorwerth einen Waffenstillstand zu schließen.

## Entscheidung in Irland
In der Zwischenzeit hatte sich der Konflikt nach Irland ausgeweitet, wo der irische Justiciar Maurice Fitzgerald, Richard de Burgh und andere Vasallen des Königs die Besitzungen Marshals angriffen. Um seine Güter zu schützen, setzte Marshal im Februar oder März von Wales nach Irland über. Über den genauen Verlauf der Auseinandersetzungen gibt es nur wenige gesicherte Angaben. Angeblich wurde Marshal von seinem Vasallen Geoffrey Marsh verraten, der insgeheim mit FitzGerald verbündet war. Am 1. April kam es zwischen Marshals Truppen und seinen Gegnern in der Ebene von Curragh bei Kildare zur Schlacht. Angeblich sollen Marshals irische Vasallen ihn vor der Schlacht verlassen haben, so dass sich Marshal, der eine Flucht ablehnte, mit nur wenigen walisischen Rittern der Übermacht stellte. Nach heldenhaftem Kampf wurde er geschlagen und gefangen genommen. Am 16. April erlag er in seiner eigenen, von seinen Gegnern eroberten Burg Kilkenny seinen Verletzungen. Er wurde vermutlich im von seinem Bruder gegründeten Dominikanerkonvent von Kilkenny, nach anderen Angaben im Franziskanerkonvent von Kilkenny begraben.

## Folgen
Die Nachricht von Marshals heldenhaftem Kampf und Tod schockierte den König und seinen Hof. Sie verschlechterte weiter die Stimmung gegen Peter des Roches, Peter de Rivallis, Stephen of Seagrave und deren Anhänger aus dem Poitou, die beim König vollends in Ungnade fielen und vom Hof verbannt wurden. Schon bald kamen Gerüchte auf, nach denen die Poitevins königliche Briefe gefälscht und somit den Krieg in Irland provoziert hätten. In Wirklichkeit belohnte der König FitzGerald und dessen Verbündete großzügig mit der Vergabe von Marshals irischen Besitzungen, während die noch in Gefangenschaft befindlichen irischen Vasallen Marshals hohe Lösegelder bezahlen mussten. Auch Geoffrey Marsh, der wahrscheinlich nur der Sündenbock der Chronisten war, musste ein hohes Lösegeld für seine Freilassung entrichten. Der als Kriegsheld gefeierte Richard Siward dagegen genoss die Gunst des Königs, der ihm am 3. Juni 1234 die Verwaltung von Glamorgan übergab. Am 22. Juni 1234 schloss der König auch mit dem rebellischen Llywelyn ab Iorwerth einen Friedensvertrag.

## Erbe
Richard Marshals Ehe war kinderlos geblieben. Er war ein großzügiger Stifter für eine Reihe von Klöstern in der Normandie, der Bretagne, in England und Irland gewesen. Sein Erbe wurde sein Bruder Gilbert, der die Güter in England, den Welsh Marches und die verbliebenen Güter in Irland sowie den Titel Earl of Pembroke erbte. Die Besitzungen in der Normandie wurden jedoch nach Richards Tod von König Ludwig IX. beschlagnahmt.

## Bewertung
Richard Marshal wurde von zeitgenössischen Chronisten ausnahmslos als tapfer, kultiviert und vornehm beschrieben. Er soll auch belesen und gebildet gewesen sein, wie seine Freundschaft mit Bischof Robert Grosseteste zeigte. Matthew Paris pries ihn als Blume der Ritterschaft, und andere Chronisten lobten ihn, ungeachtet seiner eigentlich französischen Herkunft, als Vorkämpfer englischen Freiheitsrechte gegen die unbeliebten ausländischen Ratgeber des Königs. Tatsächlich war Marshals Revolte kein Konflikt zwischen einheimischen Baronen und fremden Günstlingen des Königs. Marshals Rebellion blieb im Wesentlichen auf die Welsh Marches beschränkt und wurde von nie mehr als 60 Rittern und von keinem anderen Magnaten unterstützt. Die Rebellion war auch kein verfassungsrechtlicher Streit, obwohl die Missachtung der Gesetze durch den König die Rebellion anheizte. Sie war eher ein Streit um die Gunst und den Zugang zum König, dem gegenseitiges Misstrauen und Missgunst am Hofe vorangegangen war.